# Cross Game (песня)
«Cross Game» — четырнадцатый сингл группы Alice Nine. Он был выпущен 10 декабря 2008 года, в двух вариантах: первый вариант включал в себя DVD с клипом на песню, и случайная фотокарточка одного из участника группы, а вторая версия имеет только CD, + дополнительная песня.
Cross Game является второй темой канала — TV Tokyo, а также песня звучала в аниме сериале Yu-Gi-Oh! 5D’s.
Песня вошла в третий студийный альбом группы Vandalize, который вышел 14 января 2009 года.

## Список композиций
Первая версия (CD и DVD)
1. «Cross Game» (Перекрёстная игра)
2. «[atmosphere]» (Атмосфера)

- «Cross Game» клип

Вторая версия (только CD)
1. «Cross Game»
2. «[atmosphere]»
3. «Mugen -electric eden-» |夢幻| (Фантазия)

## Место в чарте и продажи
Песня заняла 8 место в чарте Oricon, продержавшись в нём 7 недель. Продажи песни за первую неделю и общее количество продаж составило 12 703 копий.